# Лебедев, Илья Александрович
Илья Александрович Лебедев (род. 8 сентября 1982, Курган) — российский самбист и дзюдоист, чемпион и призёр чемпионатов России, призёр чемпионатов Европы и мира, обладатель Кубка мира, Заслуженный мастер спорта России, лейтенант войск национальной гвардии Российской Федерации.

## Биография
Илья Александрович Лебедев родился 8 сентября 1982 года в городе Кургане Курганской области. Его отец Александр Витальевич играл в футбол, а мать Любовь Анатольевна была мастером спорта по настольному теннису и призером России по этому виду спорта. Вместе с братом-близнецом Дмитрием Илья с пяти лет начал заниматься настольным теннисом.
Начал заниматься спортом в 1989 году в секции самбо спортивного общества «Динамо» города Кургана у тренера В.Г. Стенникова, с которым мать училась в институте. Тренировался под руководством тренеров-преподавателей Валерия Глебовича Стенникова и Александра Николаевича Мельникова. Становился неоднократным победителем и призером города Кургана, Курганской области, Урала, серебряным (1997 год) и бронзовым призером первенства России среди юношей. Победитель первенства Азии среди юношей.
После седьмого класса перешёл в Курганское училище олимпийского резерва на базе средней школы № 53.
После окончания школы в 2000 году переехал в город Верхняя Пышма и поступил на физкультурный факультет УГТУ-УПИ г. Екатеринбурга.
В 2001 году был призван на воинскую службу, которую продолжил по контракту, заочно учась в Шадринском государственном педагогическом институте. В 2006 году окончил институт и получил диплом тренера.
В составе молодежной сборной команды России: бронзовый призер Азии среди молодежи 2001 года. В 2002 году победитель первенства России и Мира среди молодежи. Победитель и призер Всероссийских и зональных турниров.
Завершив спортивную карьеру, лейтенант войск национальной гвардии Российской Федерации И.А. Лебедев проводит занятия с бойцами ОМОНа и СОБРа.

## Спортивные результаты
- Чемпионат России среди студентов 2005 года — ;
- Чемпионат России по самбо 2004 года — ;
- Чемпионат России по самбо 2006 года — ;
- Чемпионат России по самбо 2007 года — ;
- Чемпионат России по самбо 2008 года — ;
- Чемпионат России по самбо 2009 года — ;
- Чемпионат России по самбо 2010 года — ;
- Чемпионат России по самбо 2011 года — ;
- Чемпионат России по самбо 2014 года — ;
- Чемпионат России по самбо 2015 года — ;
- Чемпионат России по самбо 2016 года — ;
- Чемпионат России по самбо 2017 года — ;

## Награды и звания
- Звание «Заслуженный мастер спорта» по борьбе самбо присвоено в 2014 году.
- Звание «Мастер спорта России» по борьбе дзюдо присвоено в 2005 году.
- Звание «Мастер спорта России международного класса» присвоено в 2003 году.

## Семья
- Брат-близнец Дмитрий Лебедев также известный самбист. Дмитрий старше Ильи на 15 минут. Хотя братья находятся в одной весовой категории, схваток между ними нет ни на тренировках, ни на соревнованиях[4].
- Жена (с 2009 года) Татьяна Николаевна — инструктор тренажерного зала новой Ледовой арены. У них двое детей: дочь Алиса и сын Степан.